# Yvette Fuillet
Yvette Fuillet, née le 1er mars 1923 à Marseille et morte le 15 décembre 2007 à Cavaillon, est une femme politique française.

## Détail des fonctions et des mandats
Mandats parlementaires
- 17 juillet 1979 - 23 juillet 1984 : Députée européenne
- 24 juillet 1984 - 24 juillet 1989 : Députée européenne

## Distinctions
- Chevalier de la Légion d'honneur le 19 avril 2000[2]